# Вернон, Фредерик-Шарль Виктор де
Фредерик-Шарль Виктор де Вернон (17 ноября 1858, Париж — 28 октября 1911) — французский скульптор, гравер, медальер. Член Академии изящных искусств Франции (с 1909).

## Биография
Обучался в Парижской школе изящных искусств. Ученик профессора скульптуры Пьера-Жюля Кавелье и медальера Жюля-Клемана Шаплена.
В 1881 году выиграл вторую Большую Римскую премию, а в 1887 году — первый Гран-при Рима, после чего он провёл три года на вилле Медичи.
Член Общества французских художников с 1896 года и член Академии изящных искусств Франции с 1909 года.
Одна из известных работ Виктора де Вернона — медаль в память прибытия во Францию Императора Николая II и Императрицы Александры Фёдоровны, 23 сентября / 5 октября 1896 года (Франция, Парижский монетный двор, 1897 г.).

## Галерея

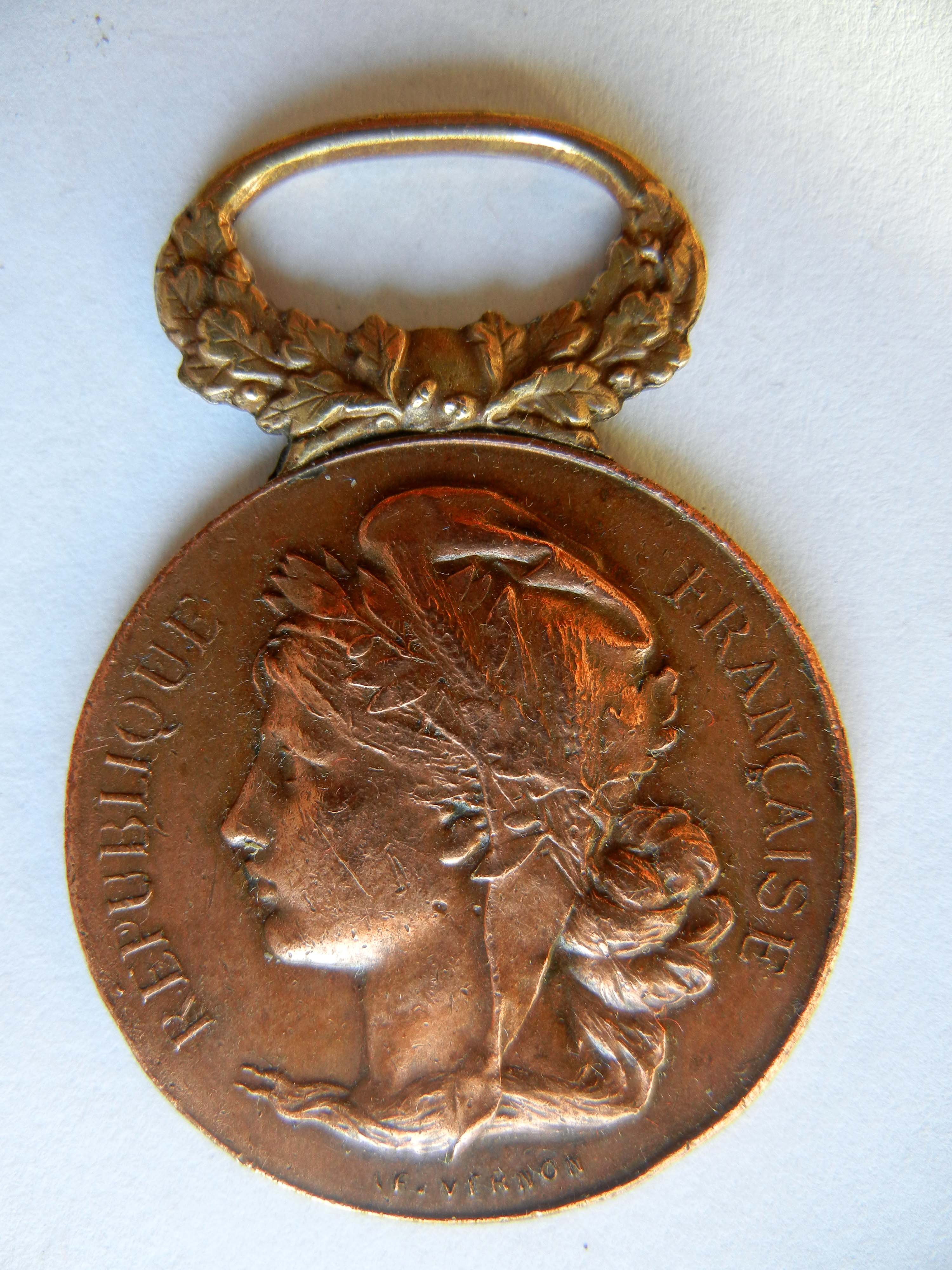
Медаль пожарной службы Эра. 1890.
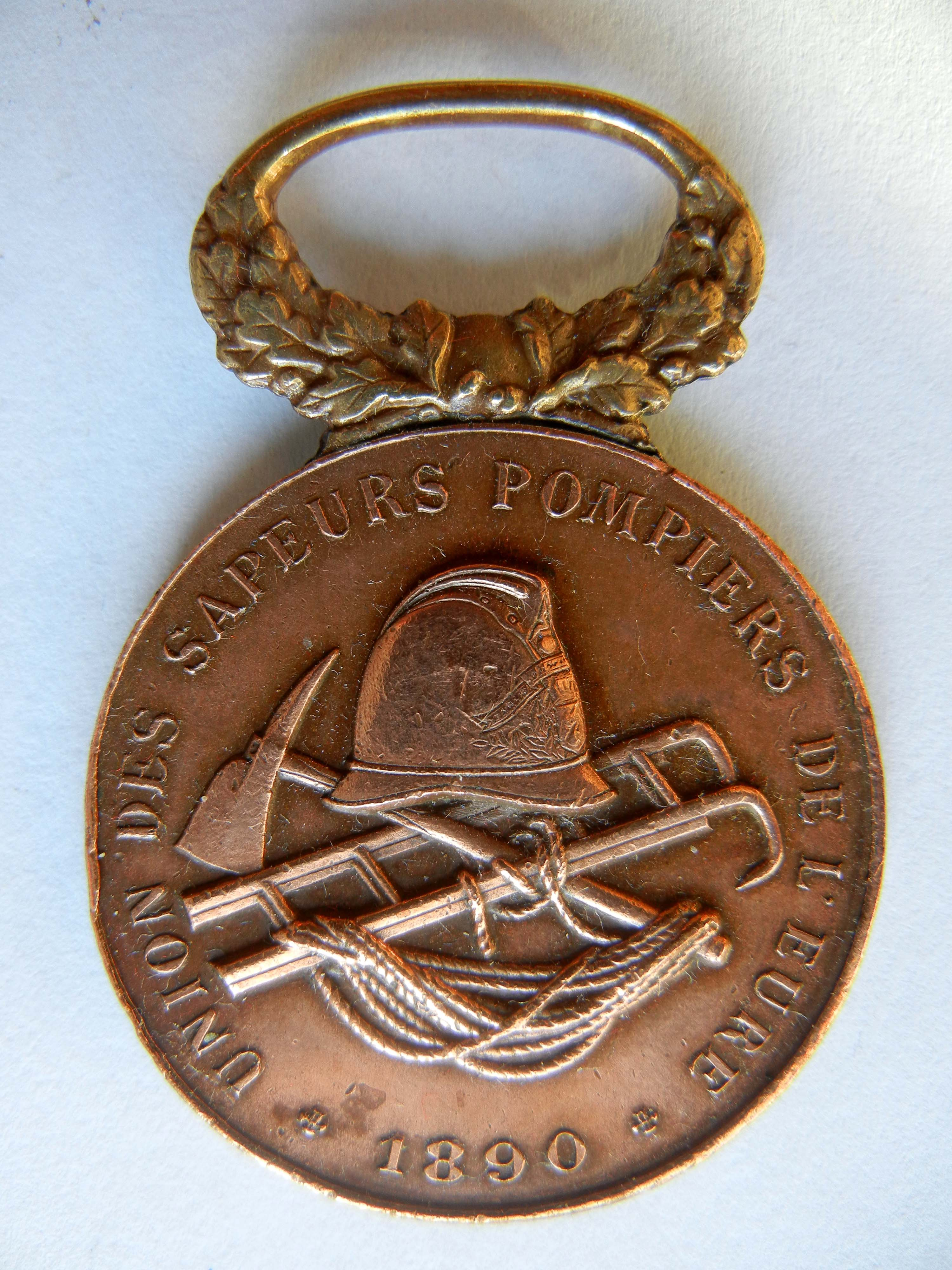